# Выборгская синагога
Выборгская синагога — культовое здание иудеев в городе Выборге, одна из трёх синагог Великого княжества Финляндского (наряду с хельсинкской и туркуской).

## История
До 1858 года в соответствии с применявшимися Финляндии шведскими правовыми актами иудаизм в Финляндии находился под запретом. Однако постепенно в Финляндии образовалась еврейская община, пополнявшаяся, главным образом, военнослужащими русской армии. Первыми евреями, прибывшими в Выборг в 1832 году, были солдаты-кантонисты.
Военная реформа Александра II, упразднившая сословие кантонистов, предоставила в 1858 году возможность отставным военнослужащим-евреям оставаться на проживании в Великом княжестве Финляндском на основании общих норм законодательства Российской империи, позволявшего оставаться в Финляндии российским военнослужащим с семьями (вне зависимости от вероисповедания). Официально выборгская еврейская община сформировалась к 1879 году.
В 1886 году Императорский финляндский сенат издал положение о паспортах, запрещавшее евреям въезжать в страну; разрешалось временное пребывание, но без возможности вступать в брак и заниматься чем-либо, кроме торговли поношенным платьем, на основании вида на жительство на шесть месяцев, дававшегося по специальному разрешению губернатора. В 1888 году последовало первое распоряжение о высылке евреев (из Выборга были высланы 34 из 52 еврейских семейств). Однако, несмотря на запреты и ограничения, к 1890 году в Выборге проживал 261 еврей (в основном мелкие торговцы и ремесленники).
В 1905 году архитектором Герхардом Сольбергом был разработан проект каменного здания синагоги и школы еврейской общины. В целях удешевления строительства в 1909 году мастер Виктор Риихеля на основе упрощённого проекта Сольберга начал работы по возведению менее масштабной деревянной постройки. К 1910 году строительство деревянного одноэтажного здания с башней, увенчанной куполом, было завершено. Синагога размещалась по адресу Калеванкату, 31 (ныне Первомайская улица). Здание было перестроено в 1926 году, но в 1939 году сгорело в ходе Советско-финляндской войны.